# Вакуловская сельская община
Вакуловская сельская община — объединённая территориальная община в Криворожском районе Днепропетровской области Украины с административным центром в селе Вакулово.

## История
Образована согласно распоряжению Днепропетровской областной рады № 672-33/VI от 14 августа 2015 «Об образовании Жовтевной сельской территориальной общины Софиевского района Днепропетровской области» путём объединения Жовтевного, Нововасильевского и Новоалексеевского сельского советов.

## Характеристика
Площадь 286,2 км², население 2 601 человек (100% населения проживает в сельской местности). 

## Состав сельской общины
| №  | Населённый пункт | Тип населённого пункта       | Население |
| -- | ---------------- | ---------------------------- | --------- |
| 1  | Авдотьевка       | село                         | 44        |
| 2  | Базавлучок       | село                         | 133       |
| 3  | Вакулово         | село, административный центр | 955       |
| 4  | Дачное           | село                         | 0         |
| 5  | Жёлтое           | село                         | 377       |
| 6  | Калашники        | село                         | 7         |
| 7  | Марьевка         | село                         | 405       |
| 8  | Новоалексеевка   | село                         | 64        |
| 9  | Нововасилевка    | село                         | 407       |
| 10 | Нововитебское    | село                         | 56        |
| 11 | Новоподольское   | село                         | 170       |
| 12 | Новые Ковна      | село                         | 106       |
| 13 | Отрубок          | село                         | 45        |
| 14 | Павловка         | село                         | 60        |
| 15 | Петропавловка    | село                         | 85        |
| 16 | Садовое          | село                         | 40        |
| 17 | Терноватка       | село                         | 3         |
| 18 | Украинка         | село                         | 103       |

## Внешние ссылки
- Распоряжение Кабинета Министров Украины от 24 апреля 2019 года № 280-р «Об утверждении распределения объема субвенции из государственного бюджета местным бюджетам на формирование инфраструктуры объединенных территориальных общин в 2019 году».